# Angkor

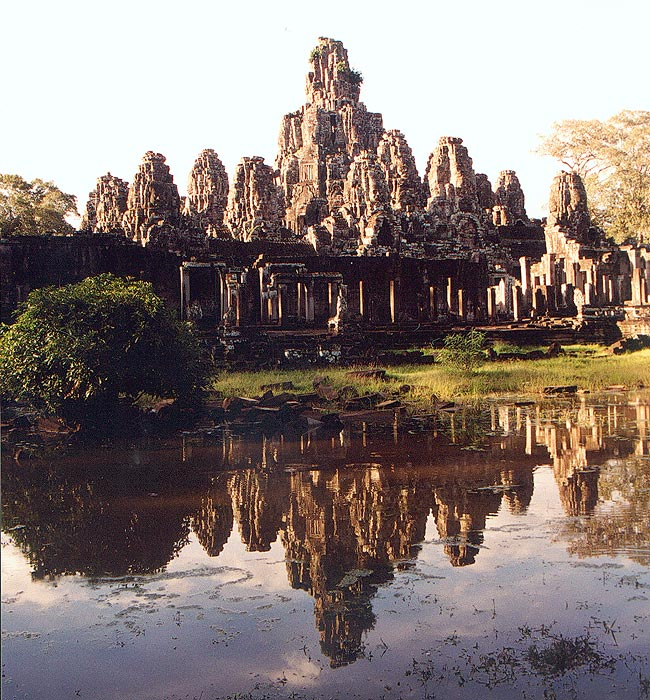
Bayon.

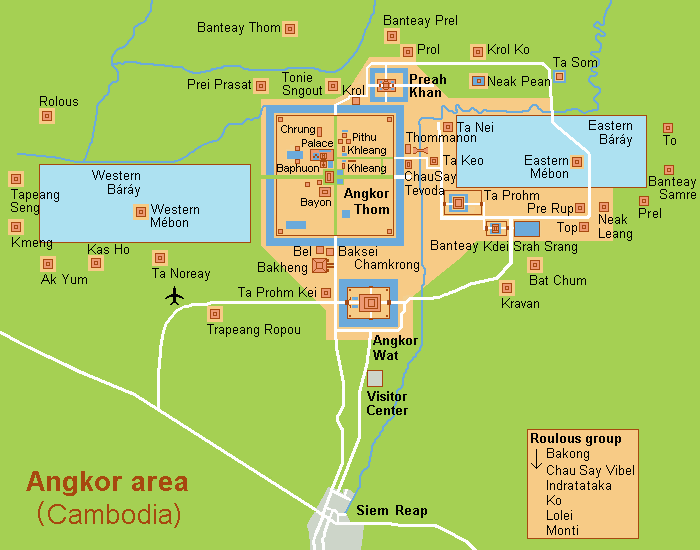
Karta över Angkor.

Angkor är en stor ruinstad i norra Kambodja, strax norr om Tonlé Sap-sjön en bit utanför den nutida staden Siem Reap. Staden var centrum i ett rike med samma namn från 800-talet till 1400-talet (se Khmerriket). Områdets centrum är Angkor Thom, som var den egentliga staden och är omgärdat av en mur och vallgrav. De mest kända byggnaderna är templen Angkor Vat strax söder om Angkor Thom och Bayon inne i staden.

## Översikt
Runt Angkor finns stora dammar, baray, och rester av ett kanalsystem, vilket var grunden för rikets makt, då det möjliggjorde fler och bättre risskördar.
Det finns omkring 72 större ruiner i området (och upptill ett tusen mindre lämningar). De är koncentrerade på en yta om ungefär 24 kilometer från öst till väst och ungefär 8 kilometer norr till söder; vissa platser ligger dock längre därifrån, såsom Kbal Spean, ungefär 48 kilometer norrut. Det är bara byggnaderna i sten som bevarats till eftervärlden, eftersom de i trä ruttnat bort. Man tror att det förutom de många templen, murarna och annat i sten även förekommit stora träbyggnader, bland annat ett kungligt palats.
Angkor togs upp på Unescos världsarvslista 1992. Ett extensivt restaureringsarbete pågår, däribland att röja skogen, reparera grunderna och installera dränering för att skydda byggnaderna från vattenskador. För att kunna rädda vissa tempel har det varit nödvändigt att ta isär dem sten för sten och bygga upp dem på stabilare grund. Angkor är föremål för massiv turism med upp till en miljon besökare om året, vilket försvårar restaureringsarbetet.

## Historia

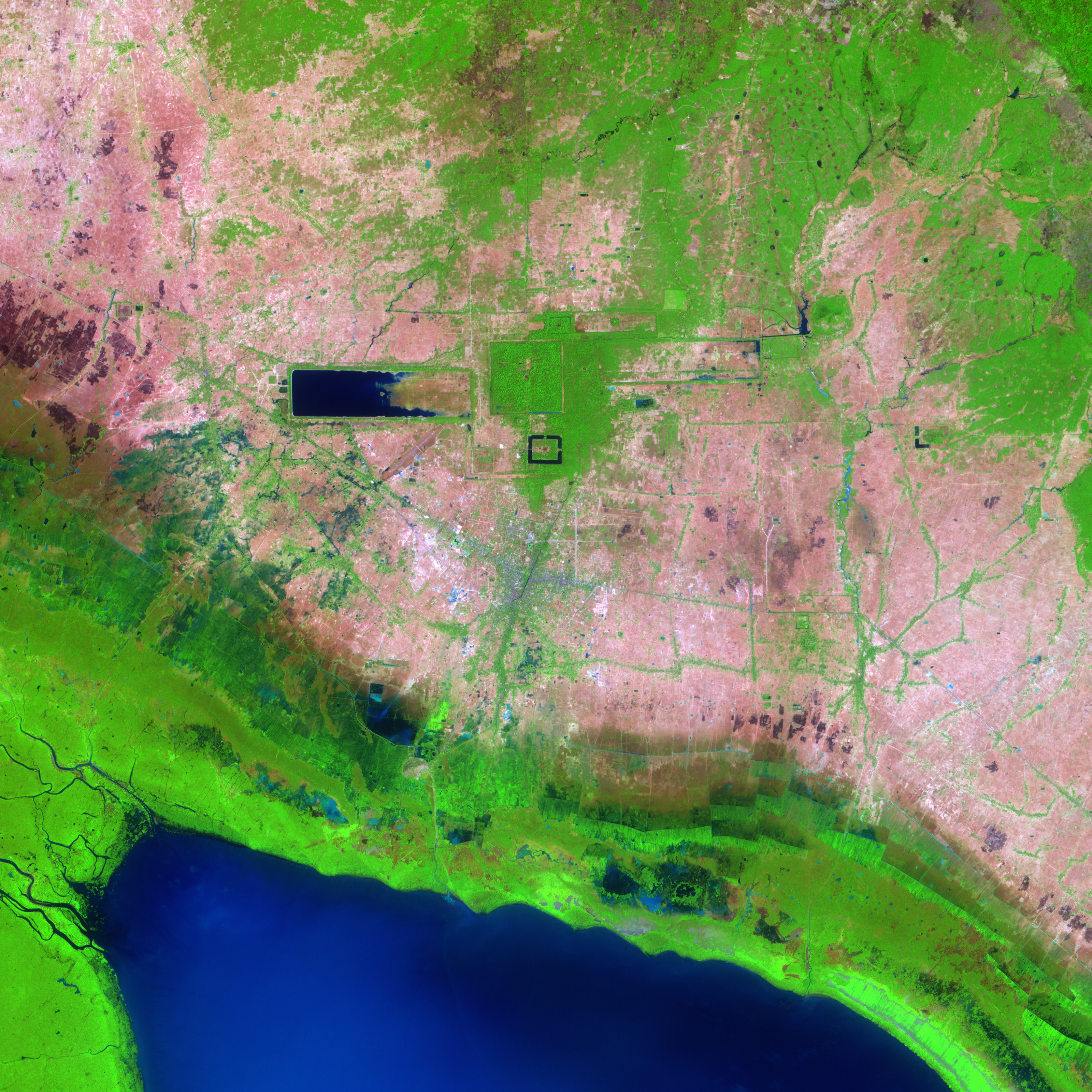
Ett NASA-foto av Angkor visar i undre bildkanten Tonlé Sap-sjön. I mitten av bilden syns vallgraven runt Angkor Vat, och ovanför Angkor Vat syns Angkor Thom, flankerad den västra och östra barayen. Ovan Angkor Thom syns Preah Khan med sin åt öster orienterade baray.

Från cirka 860 e.Kr. tjänade Angkor som huvudstad och religiöst centrum i Khmerriket. Staden grundades av Yashovarman enligt shivaitiskt mönster med shivatemplet Thom Bakheng som stadens centrum. Staden fortsatte att växa under Yashovarmans efterträdare. Det största templet, Angkor Vat, byggdes mellan 1112 och 1150 av Suryavarman II.
Angkor intogs och härjades chamfolket år 1177, men restaurerades sedan av den buddhistiske kung Jayavarman VII, som lät uppföra Angkor Thom, en tempelstad strax norr om Angkor Vat, i vars centrum det berömda Bayon uppfördes. Under denna mahayanabuddhistiska tid omvandlades många tempel från hinduistiska till buddhistiska, för att senare då hinduismen åter blev statsreligion återgå till hinduistiska, innan statsreligionen definitivt blev theravadabuddhistisk på 1300-talet.

### Angkor överges
Civilisationens nedgång hade satt in redan under 1200- och 1300-talen. Efter att kung Ponhea Yat besegrats av Siam (Thailand) år 1431 och Angkor plundrats av invaderande Ayutthaya, övergavs staden till förmån för det sydligare belägna Phnom Penh, som var mindre mottaglig för thailändarnas attacker. Angkor Wat fortsatte dock att vara en helgedom för buddhistiska pilgrimer. Under 1400-talets lopp lämnade befolkningen i stort sett resten av Angkor. Kring Angkors nedgång och förfall har ett flertal teorier lagts fram.

#### Krig med thailändarna
En allmän uppfattning har varit att Khmererna övergav sin huvudstad som en följd av upprepade Ayutthayainvasioner. Krig med siameser hade frestat på Angkor och Zhou Daguan redan mot slutet av 1300-talet. I sina memoarer rapporterade Zhou att landet helt ödelagts av ett sådant krig, där hela befolkningen hade tvingats delta. Efter kollapsen 1431 var det mycket folk, texter och institutioner som togs till Ayutthayas huvudstad Ayutthaya i väst, medan andra begav sig till khmersamhällets nya centrum Longvek längre söderut, även om den officiella huvudstaden flyttades senare, först till Oudong cirka 45 kilometer från Phnom Penh.

#### Bristande underhåll och naturkatastrofer
Enligt Angkor-experten George Coedès försvagades Angkors kungamakt av pågående krig och urholkningen av Devaraja-kulten underminerade regeringens förmåga att engagera sig i viktiga offentliga verk. Uppförande och underhåll av vattenvägarna var helt väsentliga för bevattning av risfälten, som Angkors stora befolkning var beroende av för sin försörjning. Som ett resultat led Angkor-civilisation av en begränsad ekonomisk bas och befolkningen tvingades att sprida ut sig.
Andra forskare tillskriver Angkors snabba nedgång och flykten därifrån hypoteser om religiösa skiften och naturkatastrofer som jordbävningar, översvämningar eller drastiska klimatförändringar som de relevanta orsakerna till förstörelsen.
Vattenmagasinens vikt bör inte underskattas för kontinuitet i vattenförsörjningen till de livsviktiga risfälten. Monsunregnen svarar för 90 % av den årliga nederbörden. Ny forskning från australiska arkeologer tyder också på att nedgången med större säkerhet berott på brist på vatten, som orsakas av övergången från den medeltida värmeperioden till lilla istiden. Dendrokronologisk forskning visar svåra perioder av torka över Sydostasiens fastland i början av 1400-talet. Detta bidrar till möjligheten att Angkors stora reservoarer sinade och avbröt expansion av tillgänglig jordbruksmark.
Angkor förblev i stort bortglömt och överväxt av djungeln fram till slutet av 1800-talet då franska arkeologer inledde en lång restaureringsprocess, från 1907 till 1970 under ledning av Ecole Française d'Extrême-Orient. Arbetet var dock tvunget att upphöra på grund av inbördeskriget i Kambodja men återupptogs 1993, gemensamt koordinerat av Frankrike, Japan och Unesco.